# Karadžićevo
Karadžićevo (prije II sv.rata Križevci) is een plaats in de gemeente Markušica in de Kroatische provincie Vukovar-Srijem. De plaats telt 239 inwoners (2001).